# Cuerpo de Bomberos de Puerto Montt
El Cuerpo de Bomberos de Puerto Montt es un cuerpo de bomberos de Chile que opera en la ciudad de Puerto Montt, Región de Los Lagos. La institución está dividida en nueve compañías y dos brigadas. Su cuartel general se ubica en la calle Antonio Varas con San Felipe. Fue fundado el 19 de junio de 1865.

## Historia

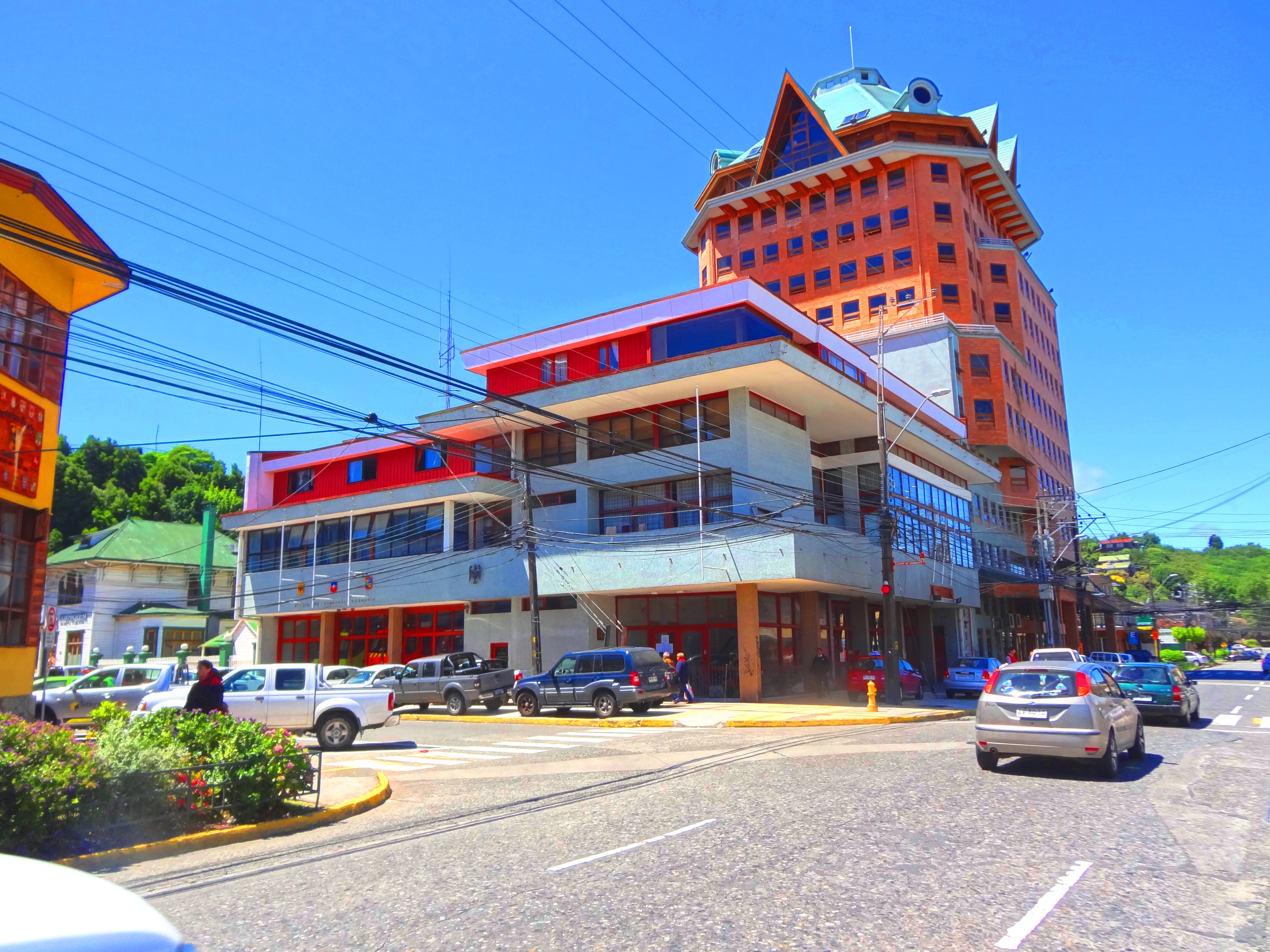
Cuartel del Cuerpo de Bomberos de Puerto Montt, en 2012

La noche del 14 al 15 de junio de 1865, el incendio de dos casas en el centro de Melipulli —antiguo nombre de Puerto Montt— movilizó a vecinos a demoler una tercera casa para detener el fuego. El suceso motivó a que cuatro días después, el 19 de junio, se creara una unidad de Bomberos.
La idea fue aceptada por el intendente de la provincia, Mariano Sánchez Fontecilla, quien acusó recibo del acta de formación de la institución en los siguientes términos:

Puerto Montt, 20 de junio de 1865

Nº399

Se ha recibido en esta intendencia el acta de ayer de ese directorio de la compañía de bomberos que se ha organizado en este pueblo. En contestación a ella debo dar las gracias por los desinteresados que han hecho para organizar la útil e importante institución que dirigen…

Sánchez Fontecilla solicitó al Gobierno quinientos pesos para adquirir una bomba, hachas, ganchos, escaleras y otros elementos. Quince días después de creada la unidad, el Gobierno otorgó la primera subvención:

Santiago, julio 4 de 1865

El Presidente de la República con fecha de hoy ha decretado lo que sigue:
Vista la nota precedente y teniendo presente los graves prejuicios que puede ocasionar un incendio en poblaciones como las de Melipulli, cuyos edificios son en su totalidad de madera, decreto: La Tesorería Fiscal de Llanquihue pondrá a disposición del intendente de la provincia, la cantidad de quinientos pesos, la que se invertirá en la adquisición de una bomba de incendio y sus útiles. Ríndase cuenta documentada de la inversión de esa suma, la que se deducirá de la partida 44 del presupuesto del interior.
Refréndese, tómese razón, comuníquese lo que transcribo a Ustedes en contestación a su nota Nº183.

Dios guarde a Ustedes Álvaro Covarrubias.

## Compañías
El Cuerpo de Bomberos Puerto Montt se encuentra conformado por las siguientes compañías y Brigadas:
| Compañía                                                        | Fecha de Fundación      | Lema                                | Especialidad | Unidades                |
| --------------------------------------------------------------- | ----------------------- | ----------------------------------- | --- | ----------------------- |
| 1.ª Compañía "Capitán Romualdo Fuentealba Aravena"              | 19 de junio de 1865     | Abnegación, constancia y disciplina | Agua / Abastecimiento - Movimiento de Grandes Caudales de Agua | B-1 / BX-1 / Z-1        |
| 2.ª Compañía "Germania"                                         | 19 de junio de 1865     | Uno para todos y todos para uno     | Agua / Haz-Mat | B-2 / H-2 / HX-2        |
| 3.ª Compañía "Director Feliciano González Labraña"              | 15 de junio de 1878     | Unión, disciplina y trabajo         | Agua / Interfase Forestal | B-3 / BX-3 / BF-3       |
| 4.ª Compañía "Superintendente Honorario Félix Galilea Martínez" | 12 de febrero de 1876   | Unión y trabajo                     | Rescate Integral / Rescate Vehicular Liviano y Pesado / Rescate con Cuerda / Rescate Vertical/ Rescate Agreste (Primera Intervención) / Rescate Acuáticos / Hacha y Escala / Zapador / Salvadora y Guardia Propiedades | QR-4 / R-4 /RX-4        |
| 5.ª Compañía "Bomba Reloncaví"                                  | 26 de agosto de 1888    | Abnegación, constancia y sacrificio | Agua / Incendio en Altura | B-5 / BX-5 / M-5        |
| 6.ª Compañía "Director Luis Ackermann"                          | 12 de octubre de 1925   | Abnegación y constancia             | Agua / Haz-Mat / Marítimo Portuario | B-6 / H-6 / BH-6 / UM-6 |
| 7.ª Compañía "Director Guillermo Varas González"                | 8 de marzo de 1964      | Esfuerzo, disciplina y honor        | Agua / Incendio en Altura | B-7 / BX-7 / M-7        |
| 8.ª Compañía "Padre José Fernández Pérez"                       | 2 de septiembre de 1977 | Fe, unión y esfuerzo                | Agua / Rescate Vehicular Liviano | B-8 / BX-8 / R-8        |
| 9.ª Compañía "Bomba España"                                     | 13 de agosto de 1980    | Esfuerzo y servicio                 | Agua / Rescate Vehicular Liviano | B-9 / E-9 / Z-9 / R-9   |
| Brigada Las Quemas                                              | 17 de Julio de 2000     | Vocación y servicio                 | Agua | B-10                    |
| Brigada Sur                                                     | 16 de Marzo de 2021     | Perseverancia, Compromiso y Lealtad | Agua | B-11                    |

## Mártires
Desde la creación del Cuerpo de Bomberos en 1865, seis voluntarios han fallecido en acto de servicio. Ellos son:
| Nombre                | Compañía                                           | Fallecimiento         |
| --------------------- | -------------------------------------------------- | --------------------- |
| Carlos Wolhcke S.     | 6.ª Compañía "Director Luis Ackermann"             | 29 de mayo de 1939    |
| Luis Mansilla O.      | 3.ª Compañía "Director Feliciano González Labraña" | 11 de octubre de 1958 |
| José Barrientos R.    | 6.ª Compañía "Director Luis Ackermann"             | 26 de octubre de 1977 |
| Richard Bustamante G. | 6.ª Compañía "Director Luis Ackermann"             | 25 de febrero de 2006 |
| Walter Aguila S.      | 8.ª Compañía "Padre José Fernández Pérez"          | 10 de agosto de 2019  |